# Jane Urquhart
Jane Urquhart (Ontario, 21 giugno 1949) è una scrittrice e poetessa canadese.

## Biografia
Jane Urquhart è nata il 21 giugno 1949 a Little Long-Lac, piccola città mineraria dell'Ontario, da genitori d'origine irlandese.
Trasferitasi a Toronto all'età di 5 anni, ha ottenuto due Bachelor of Arts: nel 1971 in Inglese e nel 1976 in storia dell'arte all'Università di Guelph.
Ha esordito in ambito poetico con tre raccolte scritte nei primi anni '80 e ha pubblicato il suo primo romanzo, Niagara, nel 1986 vincendo il Prix du Meilleur livre étranger nel 1992.
Ritenuta l'erede di Alice Munro e avvicinata a scrittori come John Banville e Alice McDermott, ha in seguito dato alle stampe altri otto romanzi, una raccolta di racconti e alcuni saggi ottenendo prestigiosi riconoscimenti letterari ed è stata insignita del grado di Ufficiale dell'Ordine del Canada e di dama dell'Ordre des arts et des lettres.

## Vita privata
Jane Urquhart è stata sposata con Paul Klee, studente universitario morto nel 1973 in un incidente d'auto e si è in seguito risposata con l'artista Tony Urquhart con il quale vive nella Contea di Northumberland (Ontario) e per brevi periodi in Irlanda.

## Opere principali

### Romanzi
- Niagara (The Whirlpool, 1986), Milano, La tartaruga, 2000 traduzione di Francesca Avanzini ISBN 88-7738-321-6.
- Cieli tempestosi (Changing Heaven, 1990), Milano, La tartaruga, 1997 traduzione di Chiara Libero ISBN 88-7738-273-2.
- Fragment of a Novel in Progress (1992)
- Altrove (Away, 1993), Milano, La tartaruga, 1998 traduzione di Chiara Libero ISBN 88-7738-289-9.
- The Underpainter (1997)
- Klara (The Stone Carvers, 2001), Isernia, Cosmo Iannone, 2009 traduzione di Laura Ferri ISBN 978-88-516-0106-5.
- A Map of Glass (2005)
- Sanctuary Line (2010), Roma, Nutrimenti, 2016 traduzione di Nicola Manuppelli ISBN 978-88-6594-441-7.
- Le fasi notturne (The Night Stages, 2015), Roma, Nutrimenti, 2018 traduzione di Dora Di Marco ISBN 978-88-6594-559-9.

### Racconti
- Storm Glass (1987)

### Poesia
- I'm Walking in the Garden of His Imaginary Palace: Eleven Poems for Le Notre (1982)
- False Shuffles (1982)
- The Little Flowers of Madame de Montespan (1984)
- Qualche altro giardino (Some Other Garden, 2000), Roma, Del Vecchio, 2007 traduzione di Laura Ferri ISBN 978-88-6110-008-4.

### Saggi
- Extraordinary Canadians: Lucy Maud Montgomery (2009)
- A Number of Things: Stories of Canada Told Through Fifty Objects (2016)

### Antologie
- Donne in viaggio: voci femminili del Canada di AA. VV., Firenze, Le lettere, 2007 ISBN 978-88-7166-988-5.

## Riconoscimenti
- Prix du Meilleur livre étranger : 1992 per Niagara
- International IMPAC Dublin Literary Award: 1996 nomination per Altrove